# José Milton Melgar
José Milton Melgar Soruco (Santa Cruz de la Sierra, 20 de setembro de 1959) é um ex-futebolista boliviano.

## Carreira
Melgar, que em sua carreira atuava como volante, iniciou a sua carreira em 1979, no Blooming, clube onde jogou durante a maior parte de seus dezoito anos como atleta. Em sua primeira passagem pelos Pascaneros, chamou a atenção pelo número de gols marcados: entre 1979 e 1985, Melgar marcou quarenta gols, contribuindo também para o título do Campeonato Boliviano de 1984.
Este desempenho fez com que o Boca Juniors contratasse o jogador em 1985, e ele novamente teve relativo sucesso, jogando 95 partidas e marcando três gols. Em 1988, trocou o Boca por seu grande rival, o River Plate. Melgar jogou uma temporada pelos Millonarios (23 partidas, sem marcar gols) antes de voltar à Bolívia em 1989, para defender o Bolívar, jogando novamente por um ano antes de ser contratado pelo Oriente Petrolero, onde conquistou o Campeonato Boliviano de 1990.
Teve ainda uma segunda passagem pell Blooming até deixar novamente a Bolívia em 1992 para jogar pelo Everton de Viña del Mar, no Chile, mas não teve uma sequência de jogos pela nova equipe, retornando novamente a seu país em 1993, desta vez para vestir a camisa do The Strongest, onde conquistou seu último título.
Após jogar pelo Cobreloa em 1994, Melgar teve uma segunda passagem pelo Bolívar em 1995 e em 1996, jogou 22 partidas pelo Real Santa Cruz, marcando dois gols. Voltou ao Bolívar em 1997 para realizar sua última temporada. Na terceira passagem pelos Pascaneros, La Maravilla participou de 29 jogos, marcando um gol. Ao término do Campeonato Boliviano, o volante se despediu dos gramados.

## Seleção
Melgar disputou 89 partidas pela Seleção Boliviana, marcando seis gols. Tendo estreado pelos Verdes em 1980, disputou sua primeira competição três anos depois. O desempenho da Bolívia na Copa América de 1983 foi fraco, pois o time marcaria apenas dois pontos.
Após quatro presenças seguidas na CA, a Bolívia obteve a classificação para a Copa de 1994, a primeira em 44 anos. Presente nas três partidas da equipe, Melgar pouco fez para evitar a eliminação boliviana na primeira fase.
As edições de 1995 e 1997 da Copa América foram as últimas de Melgar como jogador, que esteve ainda no comando da Seleção Sub-20 no Campeonato Sul-Americano da modalidade.